# Дэнэлаке, Кристиан
Кристиан Дэнэлаке (рум. Cristian Dănălache; род. 15 июля 1982, Бухарест) — румынский футболист, нападающий.

## Клубная карьера
Дэнэлаке начинал карьеру в клубе третьего румынского дивизиона «Отопени» в сезоне 2003/04. В 2004 году помог клубу выиграть чемпионат и попасть во второй дивизион. В 2006 году перешёл в ФК «УТА», с которым впервые попробовал себя на высшем уровне в Румынии. Позднее подписал контракт с «Унирей». После двух с половиной сезонов в 2008/09 стал чемпионом Румынии. В 2010 году некоторое время провёл в Саудовской Аравии и Израиле.
Перед началом сезона 2011 в тренировочном лагере в Турции игрока нашли скауты китайского клуба «Цзянсу Сайнти». 21 марта 2011 года «Цзянсу» официально объявила о подписании румынского нападающего.
В первые месяцы у игрока возникли проблемы с адаптацией. Результаты начали улучшаться с подписанием в мае Драгана Окука. Дэнэлаке забил дебютный гол за «Цзянсу» 29 мая 2011 года в игре против «Гуйчжоу Жэньхэ», который оказался для его команды победным.
С 13-ю забитыми мячами за сезон Кристиан помог клубу финишировать четвёртым в чемпионате, что стало наивысшим достижением клуба за всю историю его существования. Сам же игрок занял третье место в списке бомбардиров сезона 2011 в Суперлиге.
30 сентября 2012 года в матче против команды «Далянь Аэрбин» игрок забил 22-й и 23-й мяч в чемпионате, побив рекорд результативности для легионеров.
28 февраля 2014 года Кристиан перешёл в клуб «Циндао Чжуннэн», представляющий Первую лигу Китая.

## Достижения

### Клубные
Отопени
- Чемпион Третьей лиги Румынии: 2003/04

 Униря
- Чемпион Первой лиги Румынии: 2008/09
- Финалист Кубка Румынии: 2007/08

 Цзянсу Сайнти
- Серебряный призёр Суперлиги Китая: 2012

### Личные
- Футболист года по версии Китайской футбольной ассоциации: 2012
- Лучший бомбардир Суперлиги Китая: 2012
- Сборная Суперлиги Китая: 2012